# Scandinavian Airlines System
Scandinavian Airlines System (SAS) je više-nacionalna aviokompanija u Danskoj, Norveškoj i Švedskoj i vodeći je avioprijevoznik u skandinavskim zemaljama. Vlasnik kompanije je SAS Grupa, sjedište joj je u Stockholmu, Švedska i jedna je od članica osnivača Star Alliancea. Također je osnivač Air Greenlanda, Linjeflyga, Spanaira, Thai Airways Internationala i bivše čarter aviokompanije Scanair. 20% udjela vlasništva SAS ima u aviokompaniji bmi a 49% u Estonian Airu. SAS djeluje iz svoja tri prometna čvorišta: Zračna luka Copenhagen, Zračna luka Stockholm-Arlanda i Zračna luka Oslo. U 2006. skandinavski avioprijevoznik imao je 25 milijuna putnika a cijela SAS Grupa 38,6 milijuna putnika.